# Echium humile
Echium humile Desf.  es una especie perteneciente a la familia de las boragináceas.

## Hábitat
Se encuentra sobre tomillares, pedregales, bordes de caminos, en suelos básicos: margas, yesos y calizas; de 0-800 m s. n. m. En el sudeste de España y NW de África (Marruecos, Argelia y Túnez). Zonas áridas y secas del SE de España.

## Descripción
Es una hierba perenne uni o multicaule, setoso-híspida. Tallos de hasta 35 cm, erectos, simples, con indumento doble de setas patentes rígidas de base pustulada y pelos cortos adpresos y antrorsos. Hojas con indumento doble de setas patentes de base gruesamente pustulada y pelos cortos adpresos; las de la base de hasta 7 x 0,3 cm, muy estrechamente oblanceoladas, estrechándose gradualmente en la base; las caulinares de hasta 4 (-4,5) x 0,3 (-0,4) cm, lineares o muy estrechamente oblanceoladas. Inflorescencia espiciforme, más o menos cilíndrica, generalmente densa, con cimas densas de hasta 3,5 (-7) cm en la fructificación. Brácteas de 4-7 (-8) x 0,7-1,5 (-2) mm, lineares o linear-lanceoladas, generalmente más cortas que el cáliz. Flores cortamente pediceladas. Cáliz con lóbulos de 5-8(-9) x 0,4-0,8 (-1) mm y lineares en la antesis, alargándose ligeramente y lineares o linear-lanceolados en la fructificación, con indumento doble de setas rígidas y pelos cortos escasos. Corola de (8-) 10-15 (-16) mm, infundibuliforme, zigomorfa, con tubo apenas marcado, azul-violeta o azul-purpúrea con tubo blanquecino, con algunos pelos largos sobre los nervios y pelos cortos más o menos por toda la superficie. Androceo con (4-) 5 de los estambres exertos, de filamentos rojizos y glabros. Núculas de 1,5-2 (-2,4) x (1-) 1,2-1,4 mm, densa, irregular y cortamente tuberculadas, gris amarillentas. 2n=16.

## Taxonomía
Echium humile fue descrita por René Louiche Desfontaines  y publicado en Tabl. Encycl. 1: 412 (1792)
Citología
Número de cromosomas de Echium humile (Fam. Boraginaceae) y táxones infraespecíficos: n=8
Etimología
Echium: nombre genérico que deriva del griego echium, lo que significa víbora, por la forma triangular de las semillas que recuerdan vagamente a la cabeza de una víbora.
humile: epíteto latino que significa "de bajo crecimiento".
Variedades
- Echium humile subsp. caespitosum (Maire) Greuter & Burdet
- Echium humile subsp. nanum (Coincy) Greuter & Burdet
- Echium humile subsp. pycnanthum (Pomel) Greuter & Burdet

Sinonimia
- Echium humile subsp. humile Desf.
- Echium pycnanthum subsp. humile (Desf.) Jahandiez & Maire[5]

## Nombre común
- Castellano: viborera, viperina[5]